# Sevasti Qiriazi
Sevasti Qiriazi właśc. Sevasti Qiriazi-Dako (ur. w lutym 1871 w Monastirze, zm. 30 sierpnia 1949 w Tiranie) – albańska dziennikarka, nauczycielka, działaczka feministyczna, siostra Parashqevi Qiriazi i Gjerasima.

## Życiorys
Była jednym z dziesięciorga dzieci Dhimitra Qiriaziego i jego żony Marii. Ukończyła szkołę prowadzoną przez Amerykanów w Monastirze. Dzięki wsparciu finansowemu Naima Frashëriego kształciła się w amerykańskiej szkole Robert College w Stambule jako pierwsza Albanka. W 1891 ukończyła naukę i przyjechała do Korczy, gdzie zaangażowała się w tworzenie pierwszej na ziemiach albańskich świeckiej szkoły dla dziewcząt. W pierwszym roku działalności szkoły uczyło się w niej 27 osób, z czasem ich liczba wzrosła do 80. W 1912 wydała podręcznik gramatyki języka albańskiego dla szkół podstawowych (Gramatika elementare për shkollat fillore). Wspólnie z mężem Kristo Dako i siostrą Parashqevi w 1914 wyjechała do Rumunii, a rok później do Stanów Zjednoczonych, gdzie redagowała dwutygodnik dla kobiet z albańskiej diaspory Yll' i mëngjesit (Gwiazda poranka).
W 1921 powróciła do Albanii. Wspólnie z siostrą założyła Instytut dla Dziewcząt (Instituti Femëror të Vajzave “Kirias”), który działał w Kamzie i w Tiranie. W latach 1943–1944 uwięziona przez Niemców w obozie koncentracyjnym Banjica k. Belgradu. Powróciła do Tirany w 1945. Z uwagi na związki Kristo Dako z dworem Ahmeda Zogu jego rodzina była represjonowana. Grób Dako został sprofanowany, dwóch jego synów (Gjergji i Skender) trafiło do więzienia. W tym czasie skonfiskowano dom należący do Sevasti Qiriazi, a ona sama podupadła na zdrowiu. Zmarła w 1949, kilka miesięcy po śmierci syna Gjergjiego, lekarza, który zmarł w trakcie przesłuchania. W jej pogrzebie brało udział tylko cztery osoby, w tym dwie synowe.
W roku 1938 pisała wspomnienia (zostały wydane w 2016 p.t. Jeta ime: jetëshkrimi i pabotuar i "Mësueses së popullit" Sevasti Qiriazi-Dako). Imię Sevasti Qiriazi nosi ulica w zachodniej części Tirany (dzielnica Yzberisht), a także szkoły w Tiranie i w Korczy.